# Comuna Sandanski, Blagoevgrad
Obștina Sandanski (comuna Sandanski) este o unitate administrativă în regiunea Blagoevgrad din Bulgaria. Cuprinde un număr de 54 localități.  Reședința sa este orașul Sandanski.

## Localități componente *
Belevehcevo, 
Belovo, 
Bojdovo, 
Vinogradi, 
Vihren, 
Vrania, 
Vălkovo, 
Golem Țalim, 
Goleșovo, 
Gorna Sușița, 
Gorno Spancevo, 
Damianița, 
Debrene, 
Djigurovo, 
Zornița, 
Doleni, 
Zlatolist, 
Kalimanți, 
Katunți, 
Kașina, 
Kovacevo, 
Krăstilți, 
Kărlanovo, 
Ladarevo, 
Laskarevo, 
Lebnița, 
Levunovo, 
Lehovo, 
Leșnița, 
Lilianovo, 
Lozenița, 
Liuboviște, 
Liubovka, 
Malki Țalim, 
Melnik, 
Novo Delcevo, 
Novo Hogeovo, 
Petrovo, 
Piperița, 
Pirin, 
Ploski, 
Polenița, 
Rojen, 
Sandanski, 
Sklave, 
Spatovo, 
Stoja, 
Struma, 
Sugarevo, 
Hotovo, 
Hrasna, 
Hărsovo, 
Cereșnița, 
Ianovo
- orașele sunt marcate cu litere îngroșate

## Demografie
Componența etnică a obștinei Sandanski
     Romi (1,47%)
     Bulgari (88,38%)
     Nicio identificare (9,07%)
     Altele (1,88%)
La recensământul din 2011, populația comunei Sandanski era de 40.470 locuitori. Din punct de vedere etnic, majoritatea locuitorilor (88,38%) erau bulgari, cu o minoritate de romi (1,47%). Pentru 9,07% din locuitori nu este cunoscută apartenența etnică.